# نيلس كواستشنير
نيلس كواستشنير (بالألمانية: Nils Quaschner)‏ (22 أبريل 1994 بشترالزوند في ألمانيا - ) هو لاعب كرة قدم ألماني في مركز الوسط. شارك مع منتخب ألمانيا تحت 16 سنة لكرة القدم ومنتخب ألمانيا تحت 17 سنة لكرة القدم ومنتخب ألمانيا لكرة القدم تحت 18 سنة. أما مع النوادي، فقد لعب مع آر بي لايبزيغ ونادي ريد بل سالزبورغ وهانزا روستوك ونادي ليفيرينج.

## وصلات خارجية
- نيلس كواستشنير على موقع الاتحاد الدولي (مؤرشف)  (الإنجليزية)
- نيلس كواستشنير على موقع الاتحاد الأوربي (الإنجليزية)
- نيلس كواستشنير على موقع قاعدة بيانات كرة القدم.إي يو (الإنجليزية)
- نيلس كواستشنير على موقع بيانات كرة القدم. دي إي (الألمانية)
- نيلس كواستشنير على موقع Soccerway.com (الإنجليزية)
- نيلس كواستشنير على موقع عالم كرة القدم.نت (الإنجليزية)
- نيلس كواستشنير على موقع AS.com (الإسبانية)